# Ignacy Maciejowski
Ignacy Maciejowski, född den 7 juli 1835 i Sandomierz, död den 22 september 1901 i Kraków, var en polsk författare under pseudonymen Sewer. 
Maciejowski måste efter resningen 1863 fly till utlandet, men slog sig ned i Kraków 1880. Han debuterade 1875 med reseskildringar från England, Szkice z Anglii, och prisbelönades för ett drama, Pojedynek szlachetnych (Ädlingarnas duell). Hans konstnärliga styrka låg dock på det novellistiska området, huvudsakligen med ämnen ur Galiziens sociala liv. Hans mest betydande arbeten är Na pobojowisku (På valplatsen, 1877), Walka o byt (Kampen för tillvaron, 1882), Nafta (om livet i de galiziska oljegruvorna, 1894), U progu sztuki (Vid konstens tröskel, 1897), Ponad sily (över förmågan, 1901) och Maciek w powstaniu (Maciek under resningen, 1901). Ett urval av hans berättelser utkom 1902.